# Regionalreform in Norwegen

Fylkeseinteilung 2020–2023

Die Regionalreform in Norwegen war eine bis zum 1. Januar 2020 umgesetzte Zusammenlegung mehrerer Fylker, also Provinzen. Sie wurde parallel zur Kommunalreform in Norwegen durchgeführt, durch die die Einteilung der Kommunen neu geordnet wurde. Als erste Fusion fand am 1. Januar 2018 die Zusammenlegung von Sør-Trøndelag und Nord-Trøndelag zu Trøndelag statt. Die weiteren Fusionen wurden jeweils am 1. Januar 2020 abgeschlossen. In einigen Regionen stießen die Zusammenlegungen auf größeren Widerstand, in anderen geschah sie freiwillig. Zum 1. Januar 2024 wurden mit Viken, Troms og Finnmark und Vestfold og Telemark drei der zum 1. Januar 2020 gebildeten neuen Fylker wieder aufgespalten.

## Ablauf

### Andauernde Diskussionen ab 2002
Vor dem 1. Januar 2018 gab es in Norwegen insgesamt 19 Fylker. Die Einteilung war zuvor letztmals im Jahr 1972 verändert worden, als Bergen zum 1. Januar 1972 nach Hordaland eingegliedert worden war. Die Einteilung und die Zuständigkeitsbereiche der Fylker standen über einen längeren Zeitraum zur Diskussion. So gab es Vorschläge, diese Verwaltungseinheiten ganz abzuschaffen oder ihre Anzahl durch Fusionen zu senken. Im Jahr 2002 verloren die Fylker die Zuständigkeit für den Betrieb der Krankenhäuser, was die Diskussionen über die Zukunft der Fylker verstärkte. Von der Regierung Stoltenberg II wurde im Jahr 2010 eine Verwaltungsreform durchgeführt, durch die die Zuständigkeitsbereiche der Fylker angepasst wurden. Die Grenzen der Fylker blieben bei der Reform unverändert.
Vor der Parlamentswahl 2013 sprachen sich die damaligen Oppositionsparteien Høyre sowie die Fremskrittspartiet (FrP) in ihrem Parteiprogramm dafür aus, die Fylkesebene abzuschaffen. Die weiteren Oppositionsparteien Kristelig Folkeparti (KrF) und Venstre wollten laut ihren Programmen die Fylker mit Regionen ersetzen. Auch die Regierungspartei Sosialistisk Venstreparti (SV) trat 2012 dafür ein, größere Regionen zu bilden. So sollten diese Regionen überkommunale Aufgaben lösen. Die beiden weiteren Regierungsparteien Senterpartiet und Arbeiderpartiet sprachen sich in ihren Programmen nicht für eine Veränderung aus.

### Planung der Reform durch die Regierung Solberg
Aus der Wahl 2013 ging eine Minderheitsregierung unter Erna Solberg mit Kabinettsmitgliedern aus den Parteien Høyre und Fremskrittspartiet hervor. Zunächst war unklar, ob die Regierung – wie im Wahlkampf von den beiden Parteien angekündigt – die Ebene der Fylker komplett abschaffen werde. Es wurde schließlich eine Reform und keine Abschaffung der Fylkesstruktur angestrebt. Der Plan einer Reform wurde durch einen Beschluss des norwegischen Parlaments Stortings im Juni 2015 gefestigt. Dieser Beschluss sah vor, dass es auch nach Durchführung der Reform weiterhin drei Ebenen in der Verwaltungsstruktur geben solle. Die Fylker sollten jedoch größer werden und neue Aufgaben erhalten. Getragen wurde das Gesetz von den Parteien Høyre, Fremskrittspartiet, Kristelig Folkeparti und Venstre. Die Regierung begründete ihr Vorgehen damit, dass es durch die größeren Fylker möglich sei, die anfallenden Probleme besser zu lösen und als stärkerer Verhandlungspartner gegenüber den nationalen Behörden aufzutreten.
Im April 2016 wurde vom Kommunal- und Modernisierungsministerium dem Storting ein Plan vorgelegt, nach dem eine neue Verwaltungsstruktur entwickelt werden soll. Diese neue Struktur sollte ab 2020 gelten. In der Meldung wurde die Bildung von etwa zehn größeren Provinzen anvisiert. Dieser Vorschlag fand im Juni 2016 in einer Stortingsabstimmung eine Mehrheit, wobei beschossen wurde, die Anzahl der Fylker zu senken.

### Bildung der Provinz Trøndelag
Am 8. Juni 2016 beschloss das Storting die Zusammenlegung von Nord- und Sør-Trøndelag zu Trøndelag. Die Fusion erfolgte schließlich zum 1. Januar 2018. Hintergrund war, dass Nord-Trøndelag diese Fusion bereits im Frühling 2014 anstieß und Sør-Trøndelag dem zustimmte. Das vom Storting schließlich dazu verabschiedete Gesetz sah vor, dass bis zur Wahl 2019 das Fylkesting von Trøndelag aus den beiden Vorgängerparlamenten zusammengesetzt sein soll und davor keine neuen Wahlen stattfinden sollten.

### Verabschiedung der endgültigen Reform
Die Regierung Solberg gab im April 2017 dem Storting einen konkreten Vorschlag für die Zusammenlegung weiterer Fylker. Das entsprechende Gesetz wurde am 8. Juni 2017 im Storting verabschiedet. Damit wurde die Veränderung der Grenzen zum 1. Januar 2020 beschlossen. Gleichzeitig wurde auch dafür gestimmt, dass eine Expertenkommission gebildet werden soll, deren Aufgabe eine Neudefinition der Zuständigkeitsbereiche der Fylkeskommunen war. Im August 2017 folgte der Beschluss zu einem Unterstützungspaket, das den neuen Provinzen einmalig Geld für die Umsetzung der Zusammenlegung zusprach. Es wurden jeweils 15 Millionen Kronen für ein jedes Fylke bezahlt, das einem neuen beitritt. Somit lag die Geldzahlung bei 30 Millionen für alle neuen Fylker bis auf Viken, das 45 Millionen zugesprochen bekam.
Im Februar 2018 wurde von den beauftragten Experten ein Vorschlag vorgelegt, der vorsah, den Aufgabenbereich der Fylkeskommunen auszuweiten. Die Regierung präsentierte dem Storting im Oktober 2018 ein Gesetz, das sich an diesen Empfehlungen orientierte. Es war vor allem vorgesehen, den Provinzen den Bereich der Wirtschaftsentwicklung stärker zu übertragen. Weitere neue Kompetenzen umfassten die Verantwortung für nichtstaatliche Flughäfen, eine Teilverantwortung für den Breitbandausbau und eine stärkere Zuständigkeit im Bereich des Umweltschutzes und der Kulturerbeverwaltung.
Im April 2018 folgte die Abstimmung über die Namen der neuen Provinzen. Es wurden jeweils die Vorschläge Viken, Innlandet, Vestfold og Telemark, Agder, Vestland sowie Troms og Finnmark angenommen. Für letztere wurden zudem die samischen Namen Romsa ja Finnmárku und Tromssa ja Finmarkku festgelegt. Des Weiteren wurde auch ein samischer Name für das bereits bestehende Fylke Trøndelag bestimmt, nämlich Trööndelage.

### Fylkestingswahlen im September 2019
Am 9. September 2019 wurden die ersten Fylkestingswahlen durchgeführt, bei denen die neuen Grenzen als Einteilung verwendet wurden. Somit fanden die Wahlen in den betroffenen Provinzen bereits statt, bevor die alten Fylker zusammengelegt worden waren.

### 2024: Auflösung neuer Fylker
Nach der Parlamentswahl im September 2021 erhielten im Storting die Parteien die Mehrheit, die der Regionalreform kritisch gegenüberstanden. Die neue Regierung gab schließlich vier Fylkern die Möglichkeit, ihre eigene Auflösung zu beantragen. Bis auf Innlandet machten alle der Fylker von der Möglichkeit Gebrauch. Im Juni 2022 beschloss das Storting schließlich die Auflösung von Viken, Troms og Finnmark und Vestfold og Telemark. Die drei Fylker wurden zum 1. Januar 2024 weitgehend in die bis Ende 2019 bestehende Struktur zurückgeführt.

## Neue Einteilung
Die Provinzen Møre og Romsdal, Nordland und Rogaland sowie Oslo blieben von der Neueinteilung unverändert. Auch die Inselgruppe Svalbard (Spitzbergen), die zu keinem norwegischen Fylke gehört, war von den Änderungen nicht betroffen. In einigen Fällen wurden einzelne Kommunen in eine andere Provinz überführt.
L = Landesteil: Ø = Østlandet, S = Sørlandet, V = Vestlandet, N = Nord-Norge, T = Trøndelag
# = Fylkesnummer
| L | #  | Wappen | Fylke (ab 2020)      | davor                         | Datum der Zusammenlegung | weitere Veränderungen     | weitere Veränderungen   |
| L | #  | Wappen | Fylke (ab 2020)      | davor                         | Datum der Zusammenlegung | eingegliederte Kommunen   | ausgegliederte Kommunen |
| - | -- | ------ | -------------------- | ----------------------------- | ------------------------ | ------------------------- | ----------------------- |
| S | 42 |        | Agder                | Aust-Agder, Vest-Agder        | 1. Januar 2020           |                           |                         |
| Ø | 34 |        | Innlandet            | Hedmark, Oppland              | 1. Januar 2020           |                           | Jevnaker, Lunner        |
| V | 15 |        | Møre og Romsdal      |                               |                          | Hornindal                 | Rindal, Halsa           |
| N | 18 |        | Nordland             |                               |                          |                           | Tjeldsund               |
| Ø | 03 |        | Oslo                 |                               |                          |                           |                         |
| V | 11 |        | Rogaland             |                               |                          |                           |                         |
| N | 54 |        | Troms og Finnmark    | Finnmark, Troms               | 1. Januar 2020           | Tjeldsund                 |                         |
| T | 50 |        | Trøndelag            | Nord-Trøndelag, Sør-Trøndelag | 1. Januar 2018           | Rindal, Halsa             |                         |
| Ø | 38 |        | Vestfold og Telemark | Telemark, Vestfold            | 1. Januar 2020           |                           | Svelvik                 |
| V | 46 |        | Vestland             | Hordaland, Sogn og Fjordane   | 1. Januar 2020           |                           | Hornindal               |
| Ø | 30 |        | Viken                | Akershus, Buskerud, Østfold   | 1. Januar 2020           | Jevnaker, Lunner, Svelvik |                         |

## Kritik
Die Reform stieß auf Kritik von Gegnern der Zentralisierung. Vor allem die Senterpartiet (Sp) arbeitete aktiv gegen die geplanten Zusammenlegungen. Die Partei warnte davor, dass die Vergrößerung der Regionen dazu führe, dass die Dienste weiter weg von den Bürgern gebracht werden und somit eine weitere Entfremdung zwischen den Bürgern und der Fylkesebene entstehe. Die Parteien Rødt, Sosialistisk Venstreparti (SV) und Miljøpartiet De Grønne (MDG) sprachen sich ebenfalls gegen die Fusionen aus. Sie gaben an, nach der Stortingswahl 2021 versuchen zu wollen, einige der Zusammenlegungen rückgängig zu machen. Auch die Arbeiderpartiet (Ap) öffnete sich etwas zurückhaltender dieser Möglichkeit. Im Juli 2019 sagte der Arbeiderpartiet-Vorsitzende Jonas Gahr Støre, dass man ab 2021 die Vereinigung Troms og Finnmark sowie Viken rückgängig machen wolle, wenn die jeweiligen Fylkestinge dies so wünschen.

### Widerstand in Troms og Finnmark
Am stärksten galt die Kritik an den Fusionen in der ehemaligen Provinz Finnmark, die bereits vor der Zusammenlegung mit Troms das flächenmäßig größte Fylke gewesen war. Das gebildete Fylke Troms og Finnmark umfasst etwa ein Viertel der norwegischen Landesfläche. Eine im Mai 2018 in der Finnmark abgehaltene Volksabstimmung endete mit 87 Prozent Gegenstimmen zur Fusion, die Wahlbeteiligung lag bei 58 Prozent. Die Abstimmung war rechtlich nicht bindend. Die Kommunalministerin Monica Mæland sagte, dass sich die Regierung nicht an die Abstimmung halten könne, da diese sich an den Beschluss des Stortings halten müsse. In der Folge wurde auch der Begriff „Zwangszusammenlegung“ gebraucht. Auch in Troms gab es Widerstand gegen die Fusion der beiden Fylker. Eine Umfrage von Norsk rikskringkasting (NRK) ergab, dass etwa 73 % der Bürger von Troms die Entscheidung des Stortings ablehnten.
Durch die anhaltende Kritik aus beiden Provinzen wurde der Fusionsprozess im August 2018 vorübergehend pausiert. Ziel war, dass das Storting nach seiner Sommerpause entscheiden sollte, ob es die Zusammenlegung von Troms und Finnmark erneut behandelt werde. Am 6. November legte die Senterpartiet gemeinsam mit dem Abgeordneten der Partei Rødt einen Gesetzesvorschlag im Storting vor. Der Vorschlag sah den Stopp der Zusammenlegung vor. Am 6. Dezember erfolgte die Abstimmung über das Gesetz, welches keine Mehrheit bekam. Dadurch wurde die Zusammenlegung weiterverfolgt. Bereits am 4. Dezember 2018 gab die Fylkeskommune Finnmark bekannt, dass sie eine Klage gegen den Staat vorbereite. Am 10. Dezember wurde dieser Plan von der Arbeiderpartiet in der Finnmark, die dort an der Regierung beteiligt war, jedoch über Bord geworfen. Die Zusammenlegung wurde schließlich zum 1. Januar 2020 durchgeführt.

### Viken
Auch andere Fusionen wurden lokal mit Skepsis aufgenommen. In Viken etwa wurde kritisiert, dass die Unterschiede zwischen dem Osloer Umland und dem ländlicheren Teil zu groß seien, um eine vernünftige Politik für die neue Region zu machen. Zudem ist es die einzige der neuen Provinzen, die sich aus drei alten zusammensetzt und mit 1,2 Millionen Einwohnern auch die klar bevölkerungsreichste. Kritiker störte, dass die Begründung der Regierung zur Notwendigkeit größerer Regionen, in diesem Fall hinfällig sei und die Vorgängerfylker bereits vergleichsweise viele Einwohner hatten. Bei der Fylkestingswahl der Provinz im September 2019 erhielten Parteien, die im Wahlkampf für die Revision der Zusammenlegung eintraten, die Mehrheit im Parlament.

## Auflösungen zum 1. Januar 2024
Die Regierung Støre gab Ende 2021 bekannt, dass sämtliche teilweise oder vollständig gegen ihren Willen zusammengelegten Fylker aufgelöst werden können. Für die Bewilligung der Auflösung wurde als Frist für die Auflösungsgesuche der 1. März 2022 festgelegt. Dadurch erhielten die Fylker Innlandet, Troms og Finnmark, Vestfold og Telemark sowie Viken die Möglichkeit zur Auflösung. Bis auf Innlandet sprachen sich alle dieser Fylker gegen ihren Weiterbestand aus. Im Juni 2022 beschloss das Nationalparlament Storting die Auflösung von Troms og Finnmark, Vestfold og Telemark sowie Viken. Als Auflösungszeitpunkt wurde der 1. Januar 2024 bestimmt.

### Innlandet
Im Februar 2022 unterstützten bei einer rechtlich nicht bindenden Abstimmung der Bewohner des Fylkes Innlandet 50,57 % die erneute Aufspaltung in Oppland und Hedmark. Die Wahlbeteiligung lag bei 46,7 %. Am 23. Februar 2022 beschloss das Fylkesting von Innlandet mit 34 zu 23 Stimmen, dass das Innlandet weiter bestehen soll. Für die Aufspaltung sprachen sich die Partei Senterpartiet, Sosialistisk Venstreparti, Rødt und Teile der Fremskrittspartiet aus.

### Troms og Finnmark
Am 23. Juni 2020 bat das Fylkesting von Troms og Finnmark das norwegische Kommunal- und Modernisierungsministerium offiziell um die Auflösung der Provinz. Die im Oktober 2021 angetretene und aus Senterpartiet und Arbeiderpartiet gebildete Regierung Støre erklärte im Oktober 2021, dass sie die Auflösung von Troms og Finnmark erlaube und der Auflösungsprozess begonnen werden könne. Zur Diskussion gestellt wurde jedoch, ob die Kommune Alta nach der Aufspaltung Teil von Troms werden soll. In einer Bürgerabstimmung sprach sich schließlich die Mehrheit der Einwohner Altas dafür aus, wieder Teil der Finnmark zu werden.

### Vestfold og Telemark
Das Fylkesting von Vestfold og Telemark stimmte am 15. Februar 2022 mit 42 zu 19 Stimmen für die erneute Auflösung in die Fylker Vestfold und Telemark.

### Viken
Bei der Fylkestingswahl im September 2019 erhielten in Viken die Parteien, die im Wahlkampf für die Revision der Zusammenlegung eintraten, die Mehrheit im Parlament. In der Arbeiderpartiet Vikens war es zum Jahreswechsel 2021/22 intern allerdings umstritten, ob man für eine Auflösung stimmen sollte. Im Februar 2022 stimmten parteiintern schließlich 97 von 100 Delegierten dafür, dass die Arbeiderpartiet-Fraktion im Fylkesting für die erneute Aufspaltung in Akershus, Buskerud und Østfold stimmen solle. Am 23. Februar 2022 votierte das Fylkesting von Viken für die Auflösung Vikens. Die Auflösung unterstützten die Fraktionen der Arbeiderpartiet, der Senterpartiet, der Fremskrittspartiet, der Sosialistisk Venstreparti und die Rødt-Fraktion.